# 本間成美
本間 成美（ほんま なるみ、1990年2月3日 - ）は、日本プロボウリング協会のプロボウラー。秋田県出身。JPBAライセンスNo.517、第47期生（2014年交付）。アイキョーボウル所属。ニックネームは「なるなる」。用品契約はレジェンドスター。身長171cm。右投げ。

## 来歴
元はエステサロンで働いていたものの勤務先が突然倒産し無職となってしまう。
失業中は失業給付を受給しつつ元同僚たちと遊びまわる生活を送っていたが。その頃の自身の事を「ニート」と云っていた。
プロになるきっかけは、たまたま遊びに出かけたボウリングでスコア170点を出し、帰りにバー寄って飲みながらその話をしていたところ、そこに居合わせたLBOのスポンサー企業の幹部（本間曰く「偉い人」）から声を掛けられたから。だが当の本人はプロになる意思は無く、ボウリング場の受付アルバイトを希望していた。
その出会いから一か月ほど経った時、元同僚たちが再就職をしていく中、焦りを感じた本間はボウリング場のアルバイトを紹介して貰おうとその「偉い人」に連絡を入れる。後日その「偉い人」から食事に来るように言われその席で当時LBO専務理事だった元JPBAプロボウラーの山本幸治とLBOのチャーターメンバーを紹介される。
ある日、山本幸治から本八幡スターレーンに来るようにとの連絡が入り出向いたところ、アルバイトを紹介して貰うどころかいきなりマイボールを作ることになってしまった。当時無職だった本間にとっては痛い出費であったが、そこで現在サポートを受けているレジェンドスターの営業マンと出会いボールを格安で提供して貰った。この事がきっかけで今でもレジェンドスターとの付き合いは続いている。
2012年、BS-TBSの『ストライク・ガール〜ボウリング新時代〜』番組内の第1回「シンデレラトーナメント」で優勝。その後、第8回LBOトライアウトに合格し、LBOのプロボウラー（ライセンスNo.36）となる。LBOでのキャッチフレーズは「新米入荷！ふっくら炊き立て♥秋田シンデレラ小町」。
LBOは2013年末で解散したが、翌2014年にJPBAのプロテストを受験し、実技11位の成績で合格し、JPBAのプロボウラーとなった。
BS日テレの『ボウリング革命 P★League』（以下Pリーグ）に第52戦（第4シーズン）より参戦、初のLBO出身のPリーガーとなる。キャッチフレーズは「アプローチのアイドル」。しかし、自身の実力不足を実感したことと、極度の緊張から「イップス」の状態となりその後はPリーグへの出演は辞退した。
2017年「週刊プレイボーイ」26号にてビキニ姿を披露。グラビアデビューを果たした。
2018年11月30日まで2年5か月間、相模原パークレーンズ専属プロであったが自身の意向で退社。その後、アイキョーボウルへ移籍。
2025年2月3日、自身のインスタグラム・X（旧ツイッター）にて結婚したことを公表した。

## 人物
プロボウラー秋吉夕紀を紹介された本間は彼女の人柄やボウリングに対する姿勢を見てプロボウラーも良いかもと思うようになった。
LBO時代はボウリングをそれほど楽しいとは感じなかったが、JPBAプロボウラーになった今はプロボウラーになって良かったと語っている。
おすすめのスポットは夜の大井競馬場でナイト競馬の照明がキレイでお気に入りとの事。
趣味は競馬、お酒。また麻雀を覚えるように岩見彩乃から言われていた事もある。
好きな食べ物は、うどん、味付け海苔、さらに駄菓子の「たらたらしてんじゃねーよ」は箱買いするほどの好物だという。
嫌いな食べ物は、シイタケ、その他パクチーなどのクセの強いもの。
自身のYouTubeチャンネル「本間成美のなるなるチャンネル」を開設しており、登録者数は2万人を超えている。
身長171cmと長身なことから自身の事を「デカい女」「巨人」と云う事がある。

## プロ入り後の戦績

### 2015年
- 第38回JLBCプリンスカップ 30位

### 2017年
- ラウンドワンCUPレディース2017 33位

### 2022年
- 第43回JLBCプリンスカップ 14位

### 2023年
- 大岡産業レディーストーナメント2023 12位